# 松崎啓次
松崎 啓次（まつざき けいじ、1905年12月15日 - 1974年10月10日）は、日本の映画プロデューサー、脚本家、作詞家。本名の青木 義久でも活躍した。梶井基次郎らの『青空』にも参加した。

## 人物
京都府生まれ。京都府立医科大学出身。ソ連・ロシア文学の翻訳家として活躍し、1929年に結成されたプロキノ（日本プロレタリア映画同盟）に参加していたが、次第に商業映画との関わりを強め、PCLから東宝、中華電影公司でプロデューサーを務めた。
戦後は東映や自ら設立した独立プロの「松崎プロダクション」（前身は内外映画社）で、劇場向け劇映画や『鉄腕アトム』、『鉄人28号』（いずれも実写ドラマ）などのテレビ番組、記録映画などを制作した。特撮監督の円谷英二とは旧知の仲で、実写版の鉄腕アトムの企画も松崎が自ら円谷に持ち込んで制作が実現した。
また、本名の青木義久で、劇映画の原作、脚本・脚色を担当した。自社作品の『鉄腕アトム』では、主題歌『鉄腕アトムの歌』を作詞（作曲：益田克幸）し、『鉄人28号』でも主題歌の作詞（作曲：宇野誠一郎）を担当した。

## 主な経歴と作品

### 左翼映画から関西の商業映画へ
1929年（昭和4年）、ソ連・ロシア文学の翻訳家として活動。 『労農ロシヤ文学叢書 第1輯』（マルクス書房）、『ゴルキー全集』（共生閣）、『プロレタリア移動劇場脚本集第1輯』（共生閣）を刊行。同年、結成されたプロキノ（日本プロレタリア映画同盟）に参加。
1930年（昭和5年）、プロレタリア雑誌『戦旗』7月号に「催涙ガスの話」発表。
1931年（昭和6年）、奈良のあやめ池畔にあった市川右太衛門プロダクション製作の『十三番目の同志』の脚本。
1932年（昭和7年）、奈良県生駒市の月形プロ製作の『暁の市街戦』で脚本。『阿片戦争』を小国英雄とともに高山書院から刊行。

### PCLから東宝へ
1933年（昭和8年）、この頃、アパート乃木坂倶楽部に住んでいた瀧口修造を知る 。木村荘十二、大村英之助とともに、独立プロ「音画芸術研究所」を設立。音画芸術研究所の『河向ふの青春』原作。『音楽喜劇 ほろよひ人生』（PCL）、『純情の都』（PCL）、『只野凡児　人生勉強』（PCL）、『続・只野凡児』（PCL）、『あるぷす大将』（PCL）の脚本。以後、PCL文芸課長から東宝文化映画課長となる。

### 戦争記録映画製作から中華電影公司時代

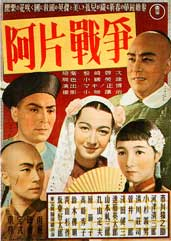
劇映画『阿片戦争』のポスター

1938年（昭和13年）、『南京』、『北京』（東宝映画）製作。
1939年（昭和14年）、『戦友の歌』、『揚子江艦隊』（東宝映画）、亀井文夫監督『戦ふ兵隊』（東宝映画文化映画部）製作。同年6月、中華電影公司を上海に設立。製作部長。
1940年（昭和15年）、中国南部の大河を題材にした記録映画『珠江』（石本統吉、亀田利喜夫、八名正共同演出、芸術映画社＝中華電影公司）を芸術映画社社長・大村英之助とともに製作。ロケ中に中華電影公司製作部次長で台湾出身の文学者劉吶鴎が上海で暗殺される。
1941年（昭和16年）、『上海の月』（東宝映画東京＝中華電影公司）製作。『上海人文記』を高山書院から刊行。
1942年（昭和17年）、『青春の気流』（東宝映画）製作。同年、記録映画『珠江』が完成する。同年、小国英雄共著の『阿片戦争』を高山書院から再刊。
1943年（昭和18年）、『阿片戦争』（東宝映画）の原作・製作。『姿三四郎』（東宝映画）の企画。『熱風』（東宝映画）の製作。
1945年（昭和20年）、『間諜海の薔薇』（東宝）製作。

### 戦後民主主義映画から娯楽映画へ
1946年（昭和21年）、第1次・第2次東宝争議の最中、山本嘉次郎・黒澤明・関川秀雄のオムニバス映画『明日を創る人々』、黒澤明『わが青春に悔なし』を製作。
1947年（昭和22年）、『女優』、『四つの恋の物語』を製作。
1949年（昭和24年）、松崎プロと東宝提携作品として、小田基義監督の『地獄の貴婦人』を製作。

### 独立プロ経営者、脚本家として
1946年（昭和21年）、秋元憲らと内外映画社を設立。1948年（昭和23年）8月5日、内外映画社スタッフが広島復興の記録映画「ノーモア・ヒロシマズ」（1949年2月に全3巻が完成間近と地元新聞が報じたが、GHQの検閲によって公開を禁じられた）の撮影のため広島入りした。
1951年（昭和26年）、内外映画社で製作した樋口源一郎監督の教育映画『社會科教材映画体系 ゆうびん』公開。
1952年（昭和27年）、内外映画社で製作した田口哲監督の『森林泥棒』が公開される。内外映画社で教育映画『鉄道の人たち』、『氷雪に挑む～寒地保線の人々～』製作。
1954年（昭和29年）から1957年（昭和32年）まで、『少年姿三四郎　第一部　山岳の決斗』、『少年姿三四郎　第一部　山岳の決斗』、『ウッカリ夫人とチャッカリ夫人　やりくり算段の巻』、『爆笑天国　とんち教室』、『さいざんす二刀流』、『姿三四郎　第一部 』、『姿三四郎　第二部』、『柔道流転』、『柔道流転　黒帯無双』（以上東映）、『俺は犯人じゃない』、『地獄の札束』、『復讐は誰がやる』（以上日活）など様々な娯楽映画の製作や企画、脚本に関わる。
1956年（昭和31年）、新東宝の『女真珠王の復讐』の原案。　

### テレビ界への挑戦
1957年（昭和32年）、大阪テレビ放送の開局記念番組をもとに制作された『これがＯＴＶだ～ＯＴＶフィルムパンフレット』制作。
1959年（昭和34年）、3月7日から放送の『鉄腕アトム実写版』を毎日放送で製作。
1960年（昭和35年）、2月1日から放送の『鉄人28号実写版』を日本テレビで製作。
1963年（昭和38年）、11月30日、青木義久の名義で脚本を担当した『海に生きる』（文部省芸術祭参加作品）を毎日放送で放送。
1967年（昭和42年）、記録映画『利根川河口堰』（松崎プロダクション、水資源開発公団企画）製作。土木学会映画コンクール優秀賞。